# Родниковське (Ставропольський край)
Родниковське (рос. Родниковское) — село у Арзгірському районі Ставропольського краю Російської Федерації.
Муніципальне утворення — Арзгірський муніципальний округ. Населення становить 981 особа.

## Історія
Згідно із законом від 4 жовтня 2004 року № 88-КЗ у 2004—2020 роках муніципальним утворенням було сільське поселення село Родниковське.

## Населення
| 1925  | 1926  | 1989  | 2002  | 2010  | 2011  | 2012  |
| ----- | ----- | ----- | ----- | ----- | ----- | ----- |
| 326   | ↗449  | ↗911  | ↗1086 | ↘1068 | ↘1065 | ↘1050 |
| 2013  | 2014  | 2015  | 2016  | 2017  | 2018  | 2019  |
| →1050 | ↘1024 | ↗1026 | ↘1012 | ↗1044 | ↘1002 | ↘994  |
| 2020  |       |       |       |       |       |       |
| ↘981  |       |       |       |       |       |       |